# مكرم محمد أحمد
مكرم محمد أحمد (25 يونيو 1935 - 15 أبريل 2021) نقيب الصحفيين المصريين السابق والأمين العام لاتحاد الصحافيين العرب ورئيس المجلس الأعلى لتنظيم الإعلام السابق

## مولده
ولد مكرم محمد أحمد في الخامس والعشرين من شهر يونيو عام 1935م في منوف بمحافظة المنوفية في دلتا مصر.

## السيرة العلمية والمهنية
حصل على ليسانس الآداب قسم الفلسفة جامعة القاهرة عام 1957، وبدأ عمله الصحفي محررا بصحيفة الأخبار ثم مديرا لمكتب الأهرام بالعاصمة السورية دمشق، ثم مراسلا عسكريا باليمن عام 1967 ورئيس قسم التحقيقات الصحافية بالأهرام وتدرج حتى وصل لمنصب مساعد رئيس التحرير ثم مديرا لتحرير الأهرام.
وفي العام 1980 شغل مكرم منصب رئيس مجلس إدارة مؤسسة دار الهلال ورئيس تحرير مجلة المصور ونقيب الصحافيين من عام 1989 حتى عام 1991 ومن عام 1991 حتى عام 1993، والمعروف أنه كان من مؤيدي الرئيس المصري حسني مبارك وسياسته في جميع المجالات.
وفي عام 2007 خاض المعركة الانتخابية في منافسة رجائي الميرغني نائب رئيس تحرير وكالة أنباء الشرق الأوسط وحصل فيها على 70% من أصوات الناخبين البالغ عددهم 3582 صحافياً مصرياً

## وفاته
توفي في يوم الخميس 15 أبريل 2021 ميلاديًّا، الموافق 3 رمضان 1442 هجريًّا، في إحدى مستشفيات العاصمة المصرية القاهرة عن عمر ناهز 85 عاماً بعد تعرضه لوعكة صحية.